# Euselachii
 (novembre 2024).
Si vous disposez d'ouvrages ou d'articles de référence ou si vous connaissez des sites web de qualité traitant du thème abordé ici, merci de compléter l'article en donnant les références utiles à sa vérifiabilité et en les liant à la section « Notes et références ».
Infra-classe
Synonymes
- Pleurotremata

Les Euselachii forment une infra-classe qui regroupe tous les requins et raies.

## Taxinomie
Sur les 14 ordres qui le composent, 8 appartiennent aux requins, 6 aux raies, sans qu'un taxon intermédiaire ne sépare requins de raies. Pour cette raison, certains auteurs ont séparé Euselachii en deux :
- super-ordre Selachimorpha correspondant aux ordres de requins ;
- super-ordre Rajomorphii correspondant aux ordres des raies, torpilles, poissons-scie et poissons guitare.

Pour ceux qui ne reconnaissent pas ces deux super-ordres, Euselachii a donc pour synonymes Pleurotremata, Selachimorpha et Rajomorphii.

## Reproduction
Certaines familles de Carcharhiniformes sont de type vivipare placentaire (ou vivipare gestant), c'est-à-dire qu'ils possèdent un placenta vitellin comme celui des mammifères évolués.

## Liste des super-ordres et ordres
- super-ordre Selachimorpha (requins) :
  - Carcharhiniformes (Requin-marteau, Roussette...)
  - Heterodontiformes (Requin dormeur...)
  - Hexanchiformes Compagno, 1973 (Requin-lézard...)
  - Lamniformes (Megalodon, Grand requin blanc...)
  - Orectolobiformes (Requin baleine...)
  - Pristiophoriformes (requins-scies)
  - Squaliformes Compagno, 1973 (Aiguillat...)
  - Squatiniformes (Ange de mer...)
- super-ordre Rajomorphii ou Batoidea (raies, torpilles, poissons-scie et poissons guitare) :
  - Myliobatiformes (Raie pastenague, Raie manta...) (incorporé dans les Rajiformes par FishBase)
  - Pristiformes — poisson-scie
  - Rajiformes (raie commune...)
  - Rhiniformes (incorporé dans les Rajiformes par FishBase)
  - Rhinobatiformes — poissons guitare (incorporé dans les Rajiformes par FishBase)
  - Torpediniformes — poissons torpille

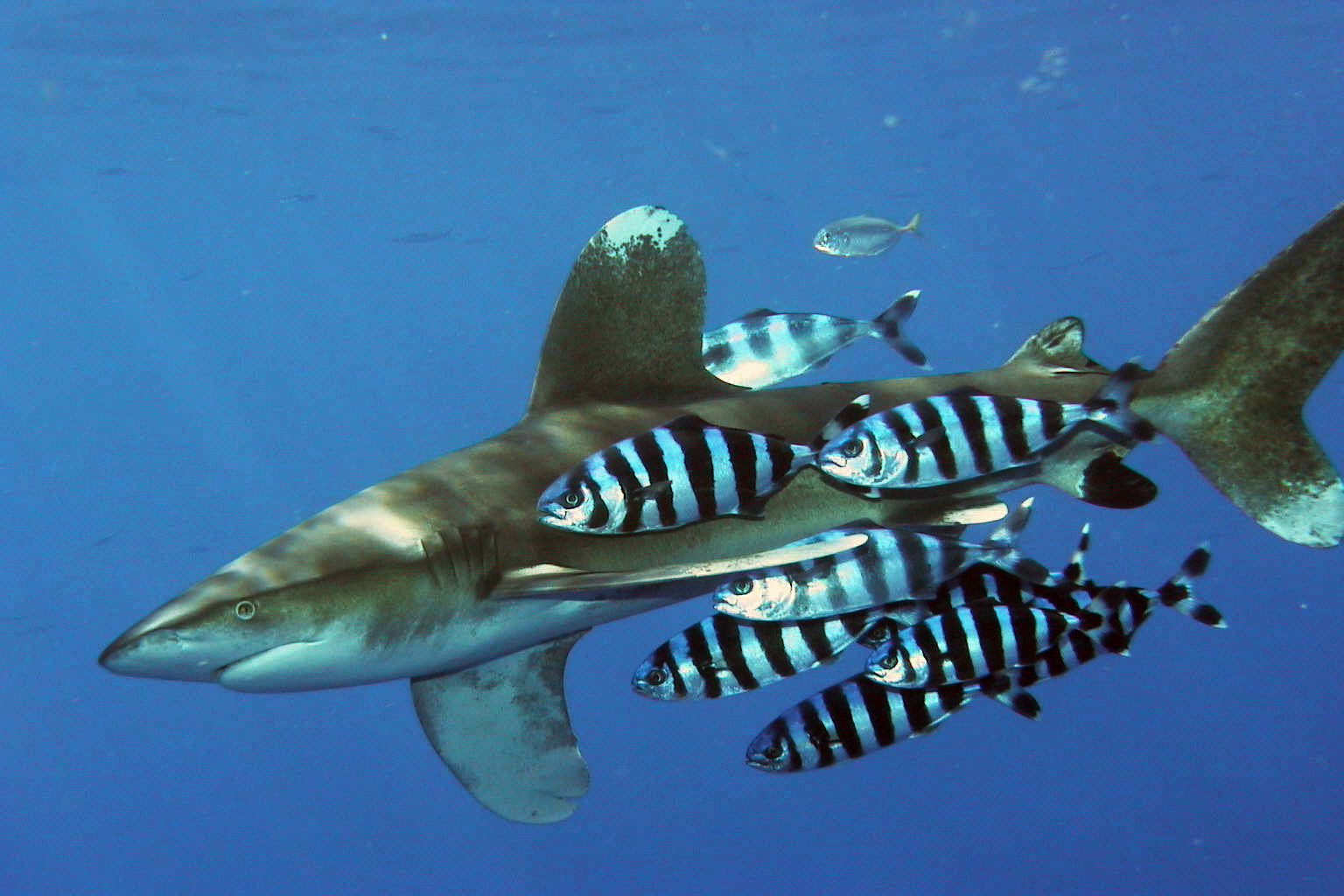
Carcharhinus longimanus, un Carcharhiniforme.
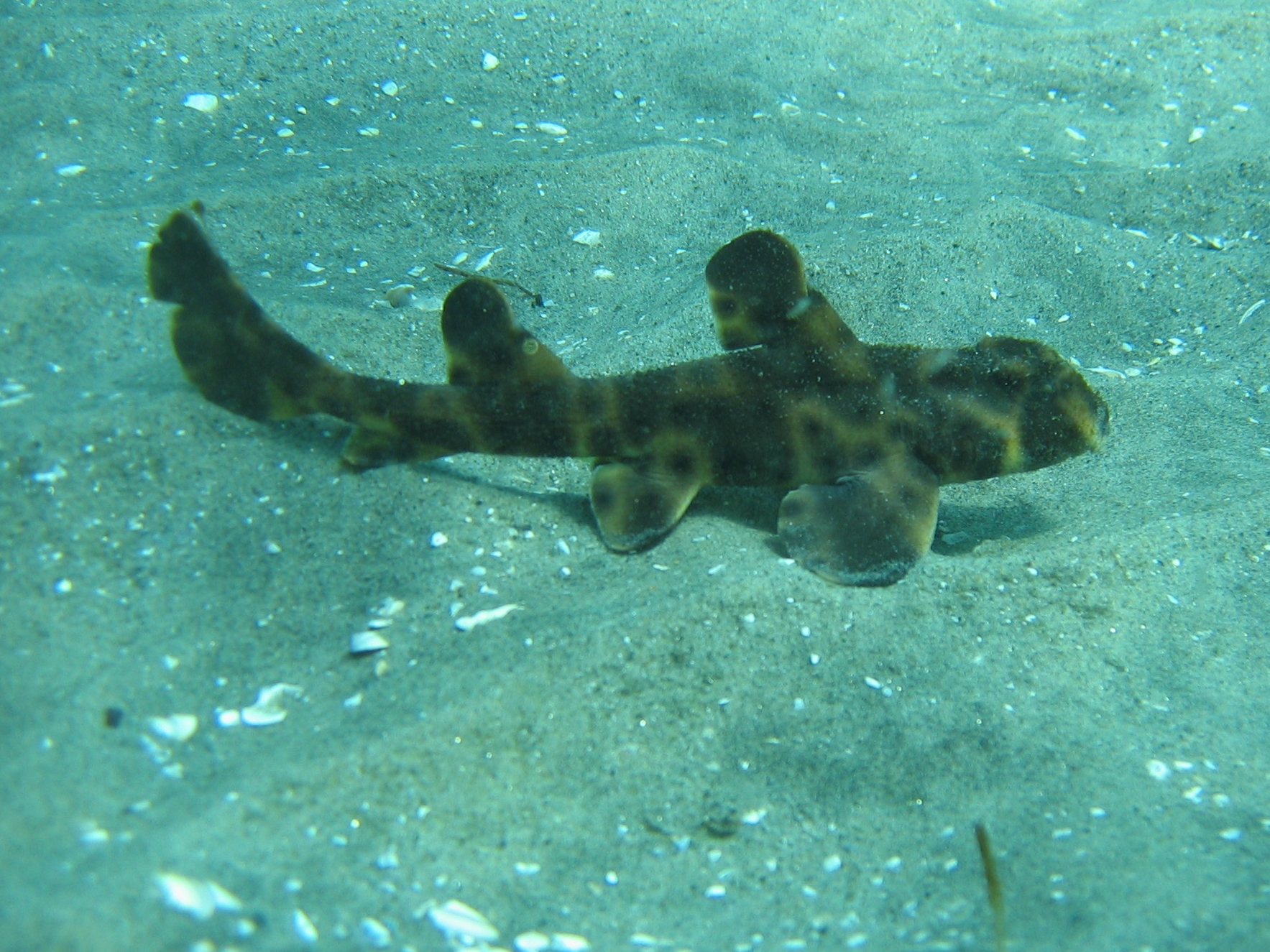
Heterodontus francisci, un Heterodontiforme.
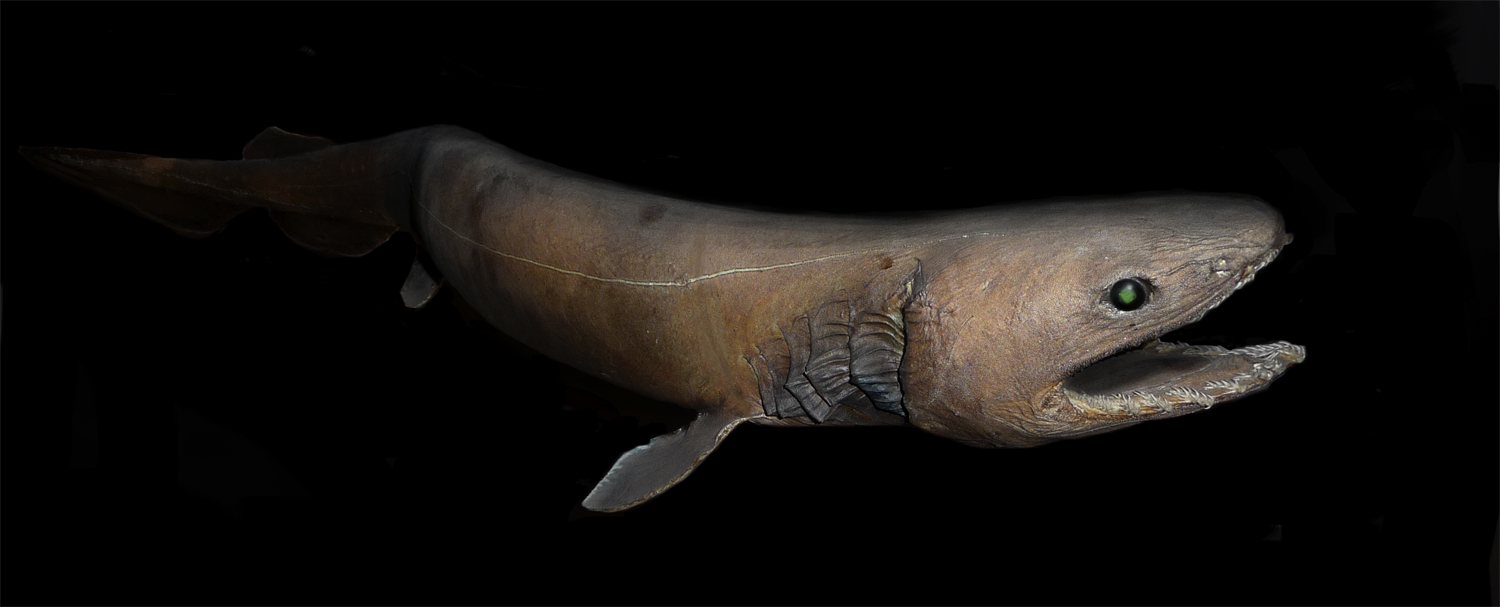
Chlamydoselachus anguineus, un Hexanchiforme.
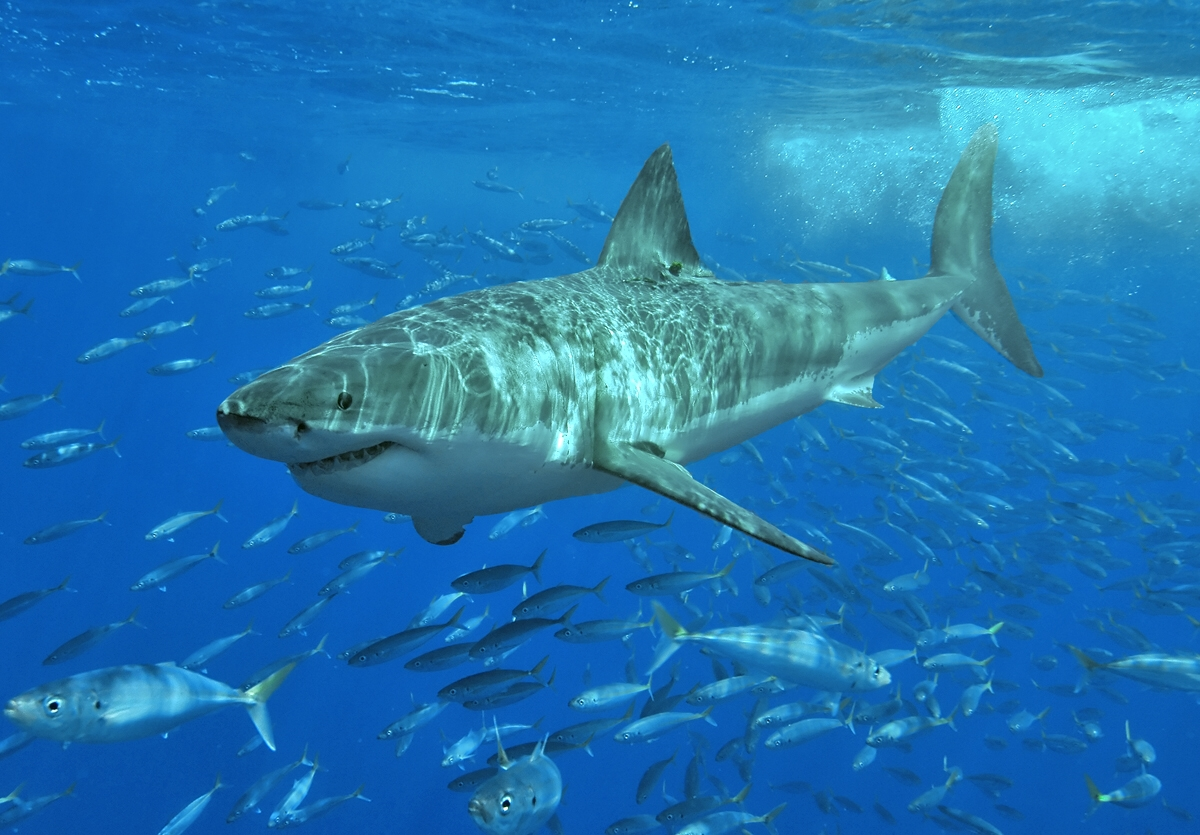
Carcharodon carcharias, un Lamniforme.
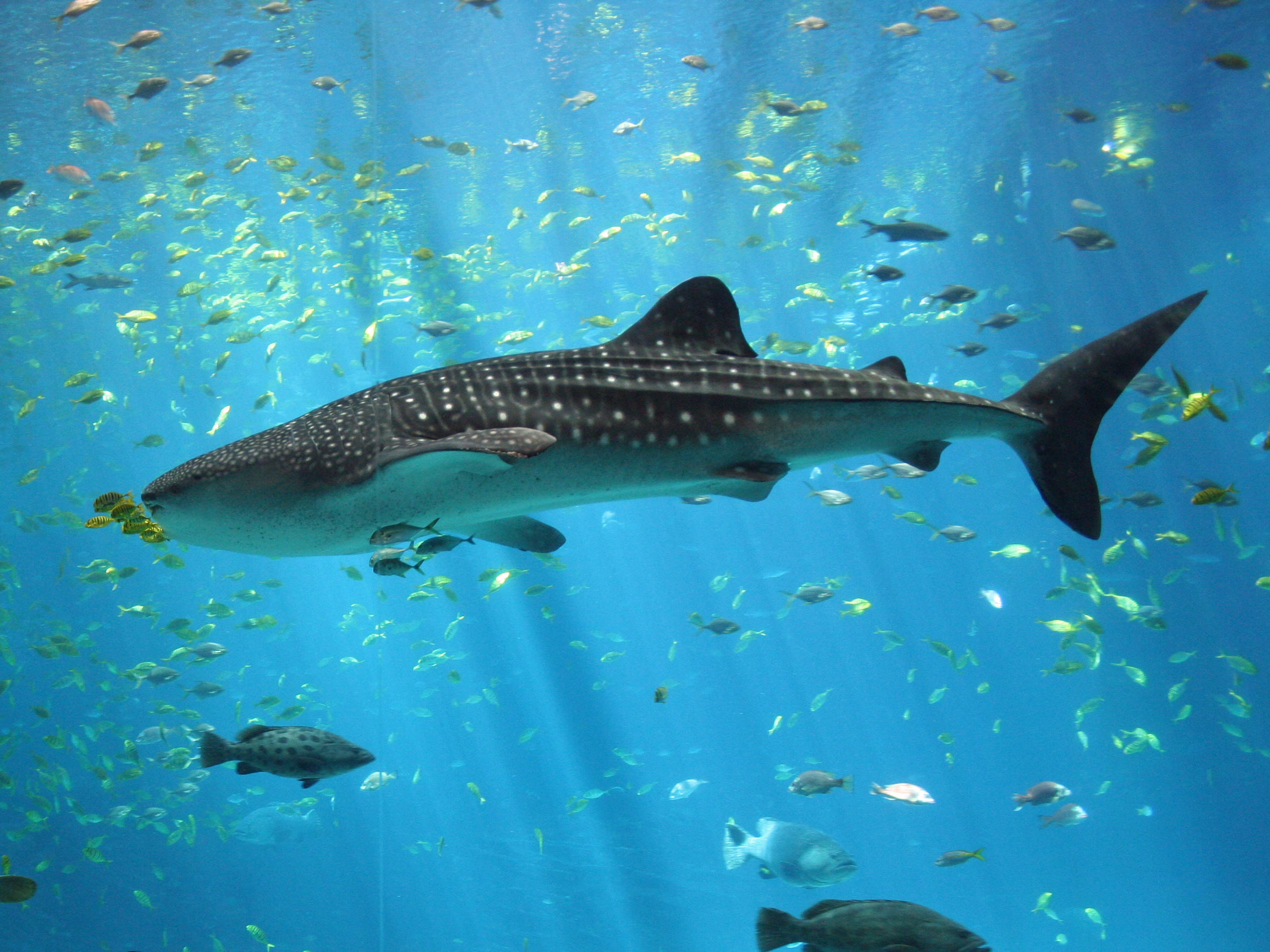
Rhincodon typus, un Orectolobiforme.
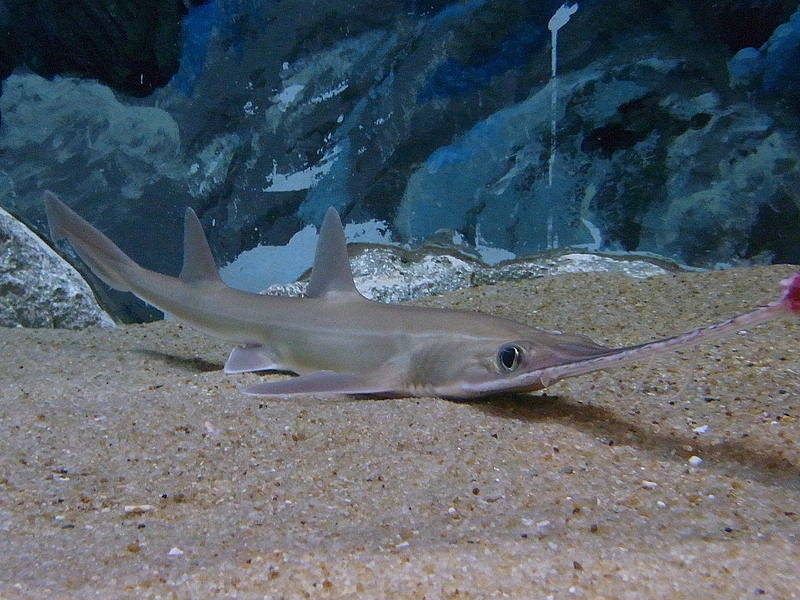
Pristiophorus japonicus, un Pristiophoriforme.
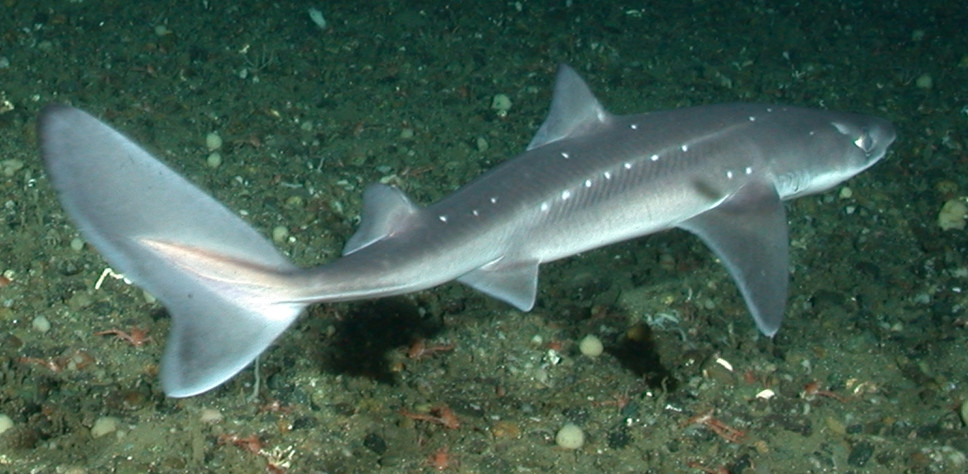
Squalus acanthias, un Squaliforme.
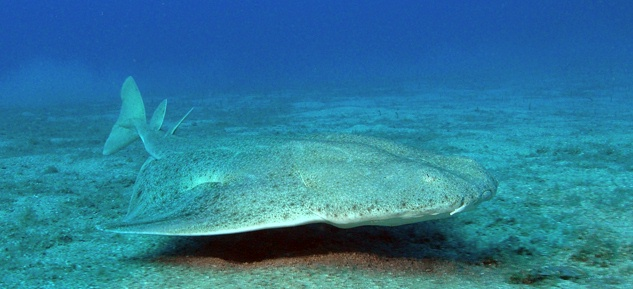
Squatina squatina, un Squatiniforme.
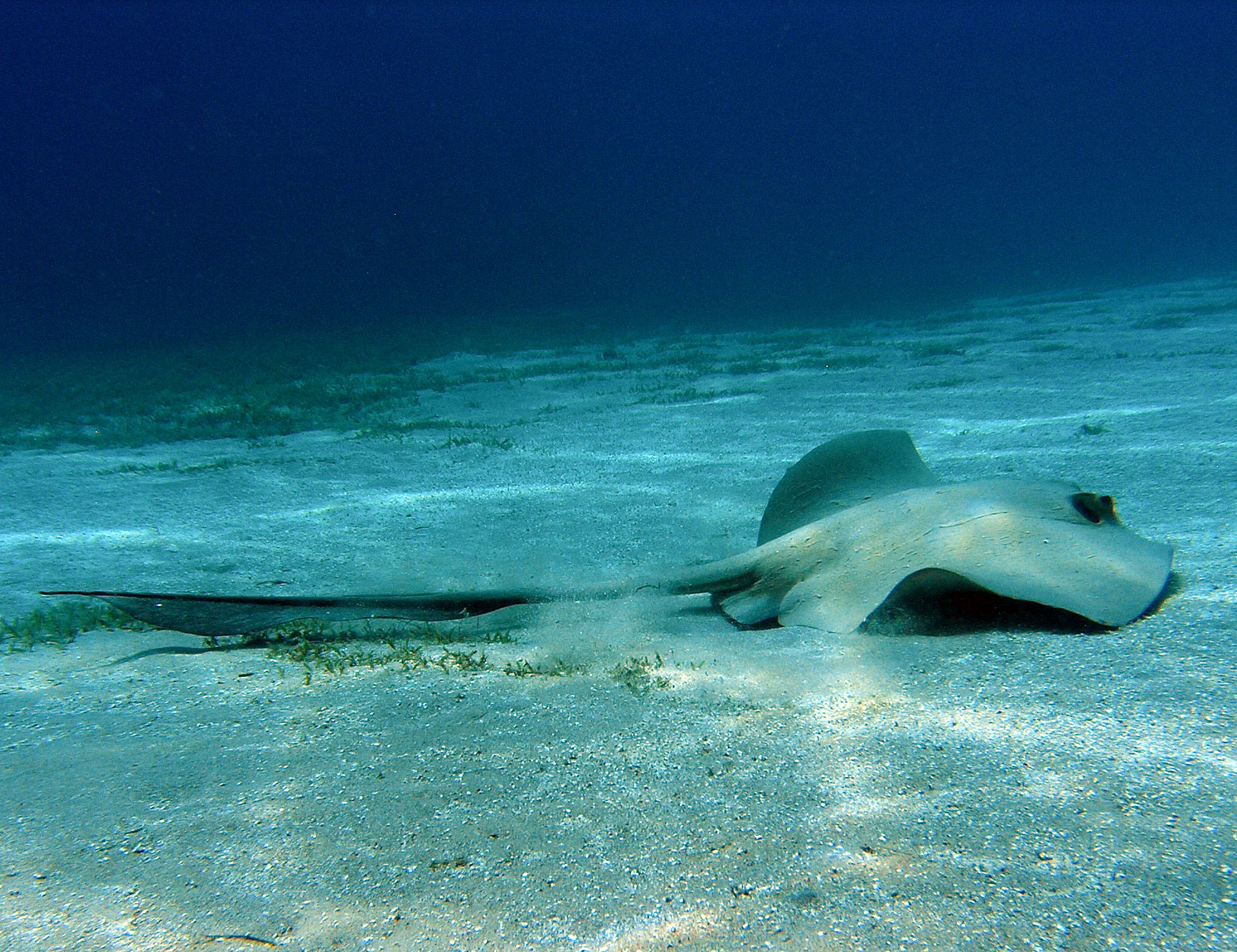
Pastinachus sephen, un Myliobatiforme.
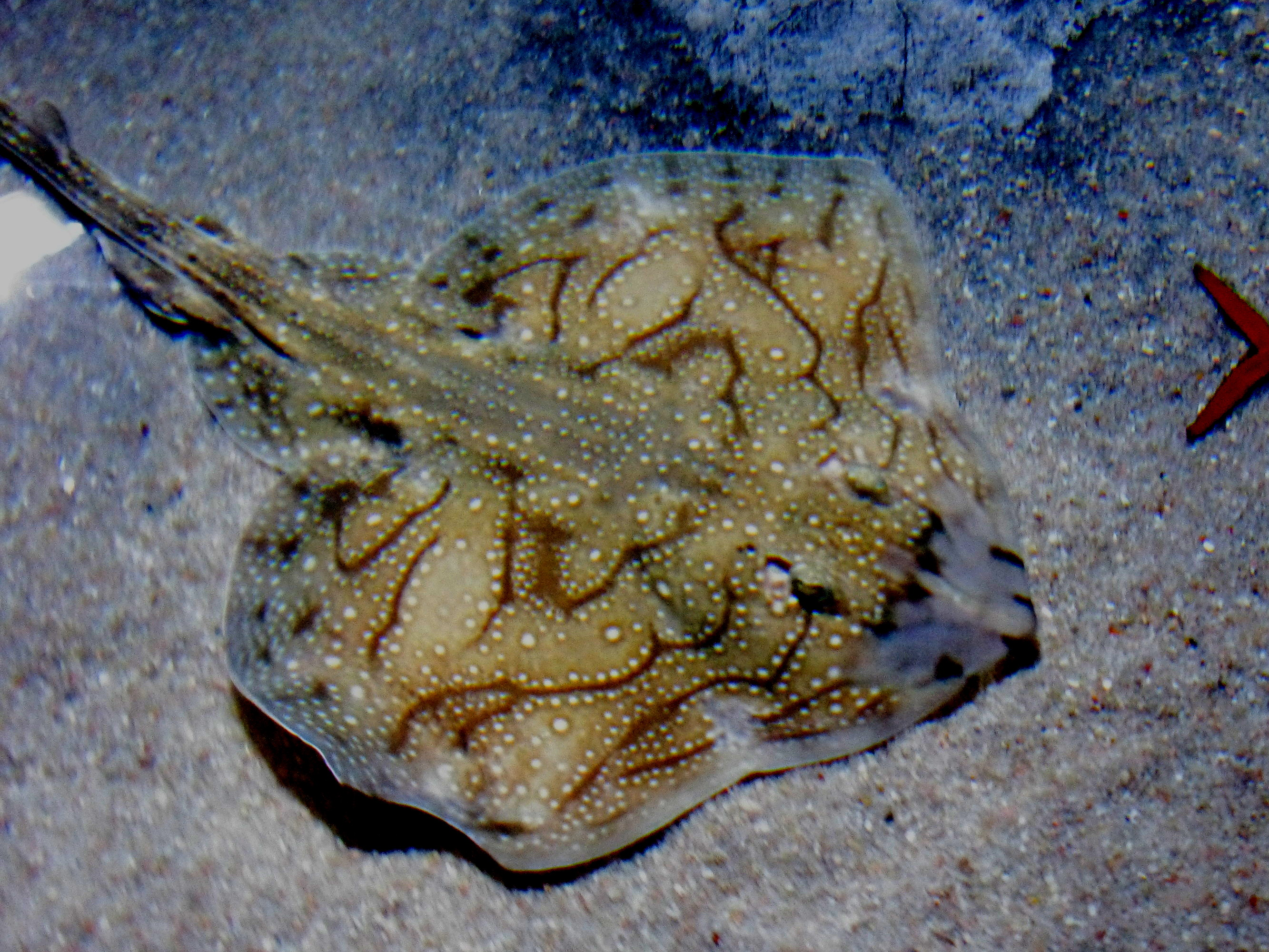
Raja undulata, une Rajiforme.
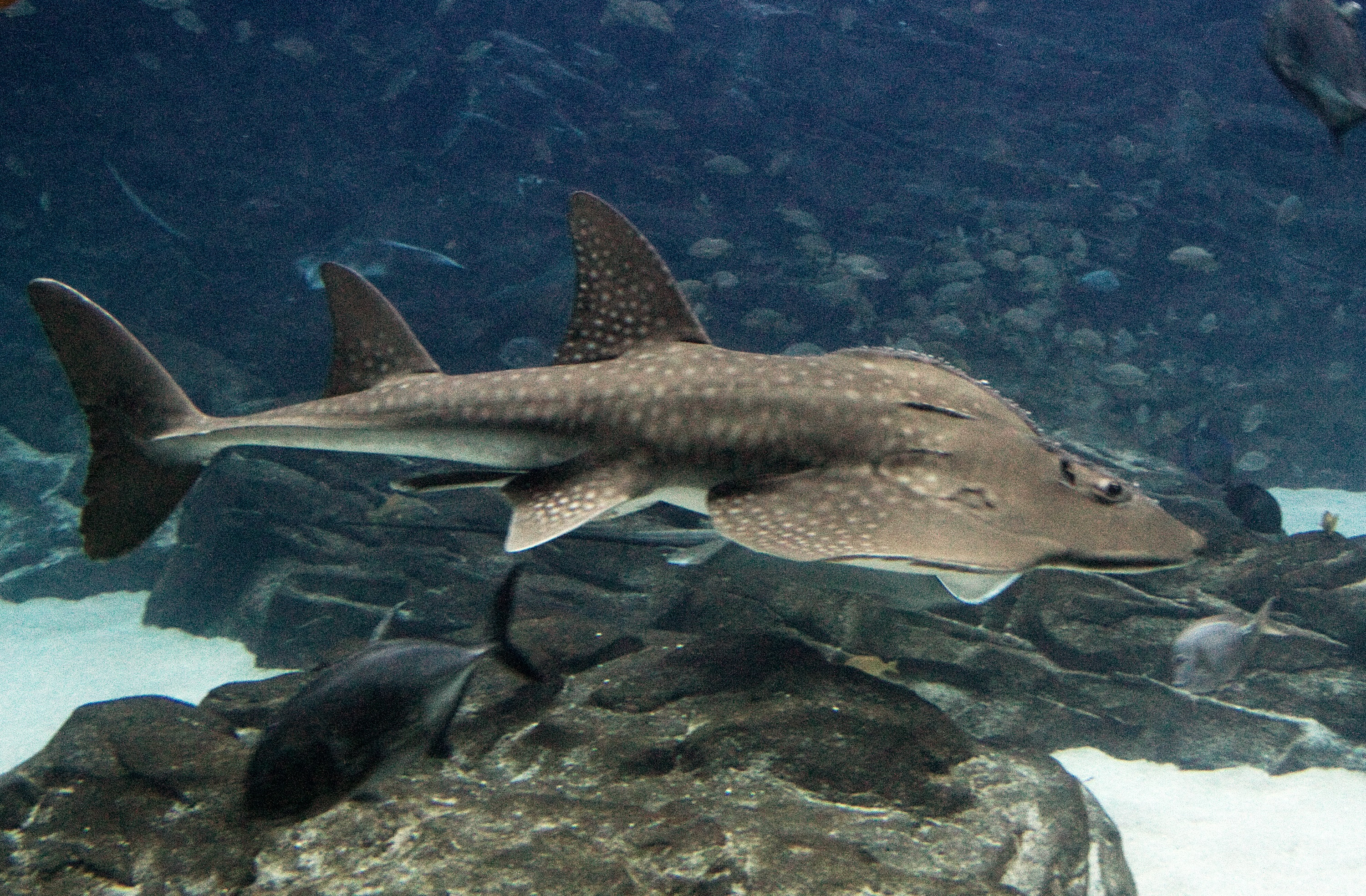
Rhina ancylostoma, un Rhiniforme.
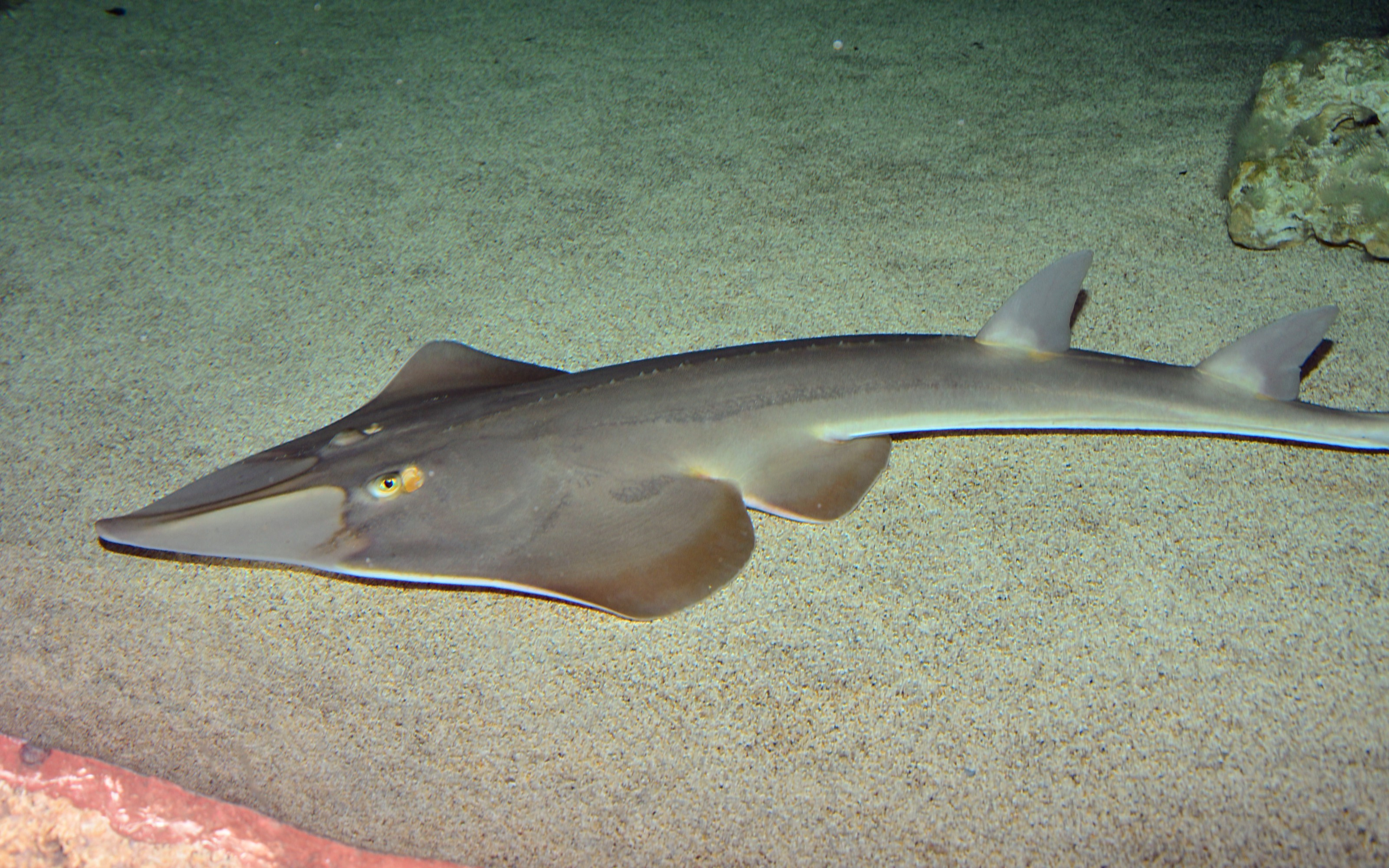
Rhinobatos Rhinobatos, un Rhinobatiforme.
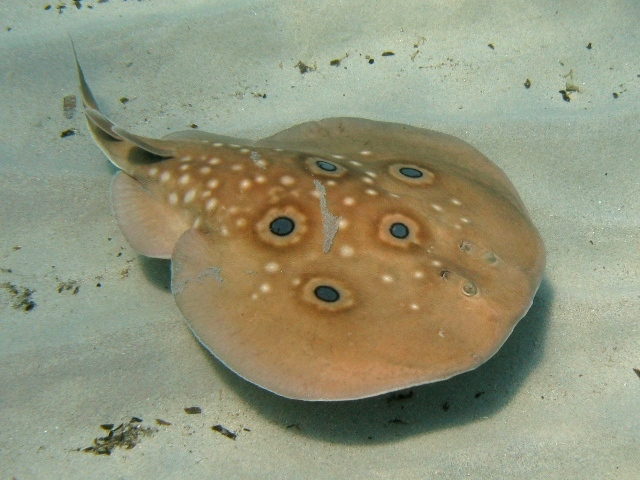
Torpedo torpedo, un Torpediniforme.

## Référence taxinomique
- (fr + en) ITIS : Euselachii